# 伊万丘格村委员会
伊万丘格村委员会（俄语：Иванчугский сельсовет）是俄罗斯联邦阿斯特拉罕州卡梅贾克区所属的一个村委员会。其下辖有2个居民点，行政中心为伊万丘格。据2015年统计，该村委员会的人口为1867人。